# メツァホヴィ (小惑星)
メツァホヴィ (2486 Metsähovi) は小惑星帯の小惑星である。ユルィヨ・バイサラがフィンランドのトゥルクで発見した。
ヘルシンキ近郊の元農場で、ヘルシンキ工科大学の電波観測所など、様々な機関の天文観測施設が設けられているメツァホヴィ（メッツァホビ）に因んで名付けられた。
2006年12月から2007年1月にかけて行われた光度曲線観測によって衛星の存在が確認された。衛星の大きさや公転周期などはまだ不明だが、自転周期は主星のそれと同じであるらしい。